# Bello y Reborati
Bello y Reborati fue una empresa constructora uruguaya fundada en 1921 por Ramón Bello, y Alberto Reborati que se mantuvo activa hasta 1939.

## Historia

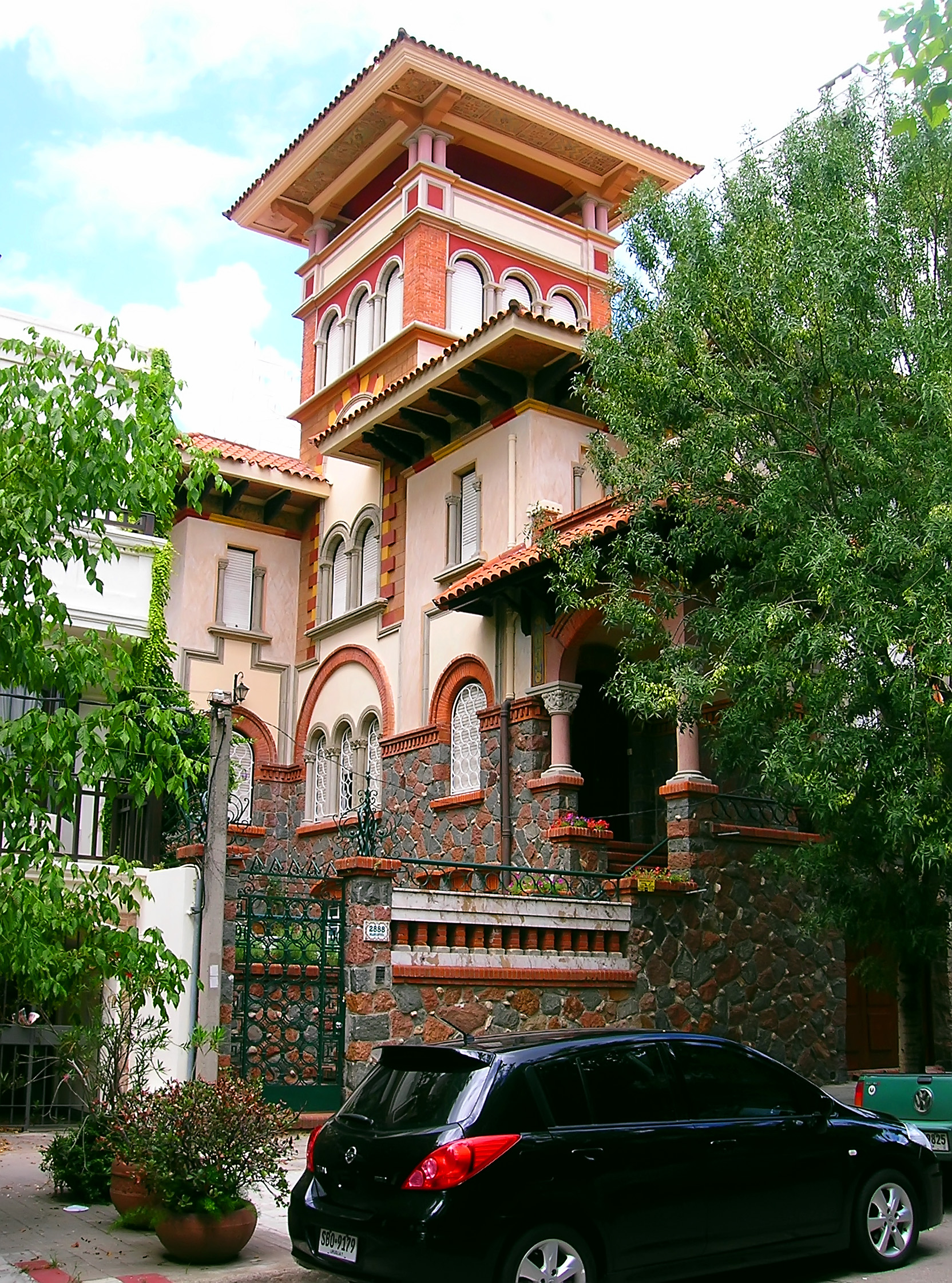
Casa Reborati, aspecto en enero de 2014

Hacia 1936 el catálogo de las obras construidas por la firma recogía más de 500 casas entre viviendas unifamiliarares y algunos edificios de apartamentos. Fundamentalmente Bello era quien aportaba el capital y manejaba la logística y Reborati se encargaba del diseño. Este último había estudiado cuatro años en la Facultad de Arquitectura, pero razones económicas le obligaron a interrumpir sus estudios sin graduarse, aceptando un trabajo como dibujante en el municipio montevideano.
La firma impulsó decisivamente el desarrollo de Pocitos y Punta Carretas como barrios residenciales, renovó los criterios constructivos de las viviendas de tipo medio, introdujo nuevas formas de comercialización, generalizó el uso de las losas de hormigón armado y concibió una estética particular y característica de evidente inspiración mediterránea. Sin embargo, el hecho de no poseer Reborati título habilitante y que fuera otro quien firmara los planos, hizo que sus trabajos fueran dejados de lado por la comunidad de arquitectos uruguayos y en particular ignorados por la revista Arquitectura. No fue sino hasta finales de la década de 1960, por iniciativa de Mariano Arana, que su obra fuera estudiada y en cierta medida revalorizada por la Facultad de Arquitectura de la Universidad de la República.
La mayor parte de la producción de la empresa se orientó a cubrir la demanda de viviendas de clase media, aunque en ella figuran también obras de mayor costo y categoría. Pocitos y Punta Carretas fueron los barrios que concentraron más del 70 % de las construcciones. En ellas se empleaban con frecuencia planos tipo adaptados a las características del terreno y a las necesidades de la familia comitente. Tendían a reproducir la estructura típica de casas de categoría, incluyendo garajes, pero con ambientes de menor metraje. Las fachadas del período más característico de la obra de Bello y Reborati se destacan por el uso de aleros, balcones, logias, columnas, cerámicas decoradas y revestimientos de colores y texturas diversas combinados con gran coherencia. Los que corresponden al último período de su producción son, sin embargo, de estilo racionalista, con influencias art decó y de arquitectura náutica.
En los momentos de mayor actividad, la empresa llegó a contar con más de 2000 empleados, produciendo sus propios insumos desde ladrillos y elementos cerámicos, hasta herrería y carpintería. La calidad de la construcción unida a precios ventajosos, hicieron que quienes desearan encargar a la empresa la construcción de su casa debieran anotarse en lista de espera.
En 1939, la firma estaba abocada a la construcción de 400 casas que le fueran encargadas para personal militar en el barrio La Blanqueada. Los intentos de realizar las construcciones honrando las cotizaciones acordadas fueron infructuosos ante la inflación desatada por la Segunda Guerra Mundial, y como consecuencia la empresa fue a la quiebra. El 15 de enero de 1970, un incendio originado el primer piso del edificio de la calle Andes y Colonia, donde funcionaba una óptica; destruyó las instalaciones del estudio Reborati - Salinas, ubicado en el segundo piso, donde se guardaban también los archivos de Bello y Reborati, perdiéndose de esta manera una parte fundamental de la historia de la arquitectura uruguaya de la primera mitad del siglo XX, aunque mucho de ella pervive aún en las calles de Montevideo.
Buena parte de sus construcciones desaparecieron sustituidas por edificios de apartamentos. Las que se mantienen en pie han sido protegidas por el municipio de Montevideo, y muchas con frecuencia creciente figuran en los itinerarios turísticos de la ciudad.